# 新福宮 (中山區)
24°08′07″N 120°41′22″E / 24.1351729°N 120.689403°E
新福宮位於台灣台北市新生北路中段，為主祀福德正神及新丁公之道教廟宇。該廟宇原興建於1882年，舊名新丁公廟，後於1949年改建，並改為現名。該廟宇為位於台北中山區新興市場旁的仿古建築，另外組織型態為管理委員會制，祭典日期則是每年農曆之八月十五。
新福宮主祀神之一新丁公即分類械鬥受難者鄭新登，因歿顯現神蹟，被該地民眾建廟膜拜。